# Acide nalidixique
L'acide nalidixique (acide 1-éthyl-1,4-dihydro-7-méthyl-4-oxo-1,8-naphtyridine-3-carboxylique) est un acide organique. C'est un antibiotique de la classe des quinolones.

## Historique
Isolé en 1962 des eaux mères d'une préparation de chloroquine (agent antipaludéen) par Lesher.

## Mode d'action
L'acide nalidixique est un inhibiteur de l'ADN gyrase bactérienne. Cet antibiotique bloque l'action de cette enzyme qui, par son action sur l'enroulement de l'ADN, est essentielle à la réplication de l'ADN et à la transcription. Il est principalement efficace sur les bactéries gram négatives. En faible concentration, son effet est bactériostatique et en grande concentration, il est bactéricide.

## Résistance
L'apparition de résistance à l'acide nalidixique est fréquente chez de nombreuses bactéries, comme chez E.coli, ce qui pose des problèmes médicaux, par exemple dans le traitement des infections urinaires,. Cette résistance provient entre autres de la modification de l'enzyme ADN gyrase (sur laquelle l'acide nalidixique ne peut plus se fixer), d'une réduction de la perméabilité de la bactérie (ce qui empêche l'entrée de l'antibiotique) ou d'un rejet actif de la molécule. Pour éviter ces résistances, d'autres antibiotiques dérivés de l'acide nalidixique appartenant à la famille des fluoroquinolones sont utilisés. 

## Effets secondaires
Risque de crise convulsive chez certains sujets (enfants, épileptiques, parkinsoniens, personnes âgées) augmenté en cas de surdosage ou de perfusion trop rapide. Effet réversible avec l'arrêt du traitement[réf. souhaitée].
Risque d'anémie hémolytique en cas de déficit en activité glucose-6-phosphate déshydrogénase, par passage de l'antibiotique dans le lait maternel, chez le nourrisson[réf. souhaitée].
Risque d'hypertension intracrânienne[réf. souhaitée].
Risque de phototoxicité cutanée, dosage dépendant.